# Фолс-Черч
Фолс-Черч (англ. Falls Church, букв. «церковь у водопада») — город в штате Виргиния, США, статус города с 1875 года. Пригород Вашингтона.

## Статистика
- Население — 10 781 чел. (2005)
- Плотность населения — 2013,4 чел/км²
- Площадь — 5,2 км²
- Высота над уровнем моря — 99 м

## Экономика
В городе расположена штаб-квартира крупной военно-промышленной компании Northrop Grumman Corporation.